# Morrisonita
La morrisonita és un mineral de la classe dels fosfats. Rep el nom per la Formació Morrison, que inclou la localitat tipus. Aquesta Formació, de l'edat Juràssica, és també la font més prolífica de fòssils de dinosaures d'Amèrica del Nord.

## Característiques
La morrisonita és un arsenat de fórmula química Ca₁₁(H₂O)₇₈(As³⁺V⁴⁺₂V⁵⁺₁₀As⁵⁺₆O₅₁)₂. Va ser aprovada com a espècie vàlida per l'Associació Mineralògica Internacional l'any 2014, sent publicada per primera vegada el 2016. Cristal·litza en el sistema monoclínic. La seva duresa a l'escala de Mohs és 2,5. És una espècie relacionada amb la vanarsita i la packratita.
Les mostres que van servir per a determinar l'espècie, el que es coneix com a material tipus, es troben conservades a les col·leccions mineralògiques del Museu d'Història Natural del Comtat de Los Angeles, a Los Angeles (Califòrnia) amb el número de catàleg: 64149, 65554, 65555 i 65556.

## Formació i jaciments
Va ser descoberta a la mina Packrat, situada a la localitat de Gateway, al comtat de Mesa (Colorado, Estats Units), on es troba en forma de cristalls de fins a 1 mm de llarg, estriats longitudinalment, creixent en intercreixements subparal·lels i divergents. Aquest indret és l'únic a tot el planeta on ha estat descrita aquesta espècie mineral.